# Poilhes
Poilhes (okzitanisch: Pòlhas) ist eine französische Gemeinde mit 534 Einwohnern (Stand: 1. Januar 2022) im Département Hérault in der Region Okzitanien. Sie gehört zum Arrondissement Béziers und zum Kanton Saint-Pons-de-Thomières. Die Einwohner werden Poilhais genannt.

## Geographie
Die Gemeinde Poilhes liegt am Canal du Midi, etwa zwölf Kilometer südwestlich von Béziers und etwa 20 Kilometer von der Mittelmeerküste entfernt. Umgeben wird Poilhes von den Nachbargemeinden Capestang im Westen und Norden, Montady im Nordosten und Osten sowie Nissan-lez-Enserune im Südosten und Süden.

## Bevölkerungsentwicklung
| Jahr                       | 1962 | 1968 | 1975 | 1982 | 1990 | 1999 | 2006 | 2014 | 2020 |
| Einwohner                  | 506  | 504  | 405  | 451  | 517  | 507  | 465  | 563  | 537  |
| Quellen: Cassini und INSEE |      |      |      |      |      |      |      |      |      |

## Sehenswürdigkeiten
- Kirche Saint-Martin
- Reste der alten Via Domitia
- prähistorischer Siedlungsplatz von Régismont-le-Haut

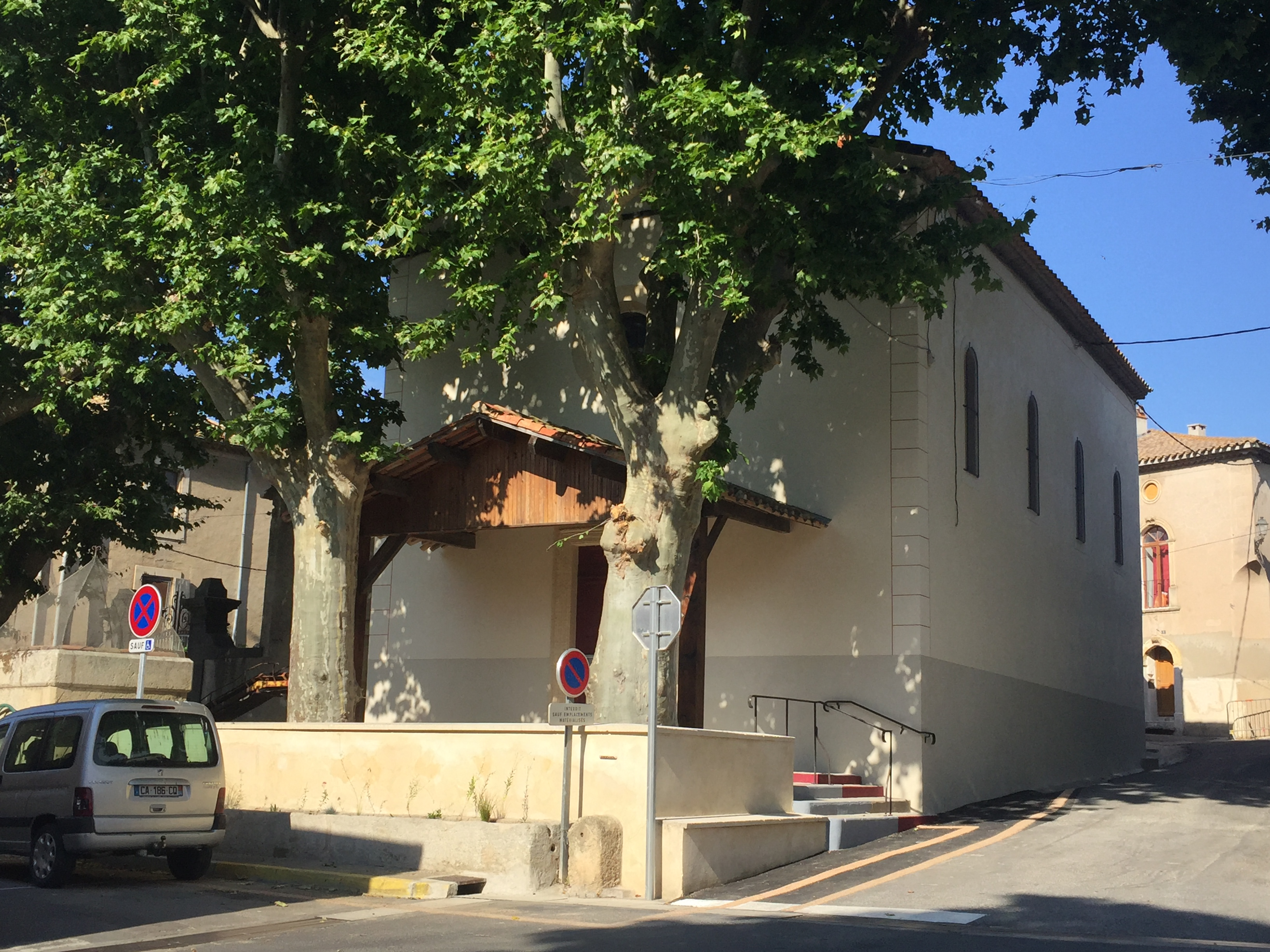
Kirche Saint-Martin
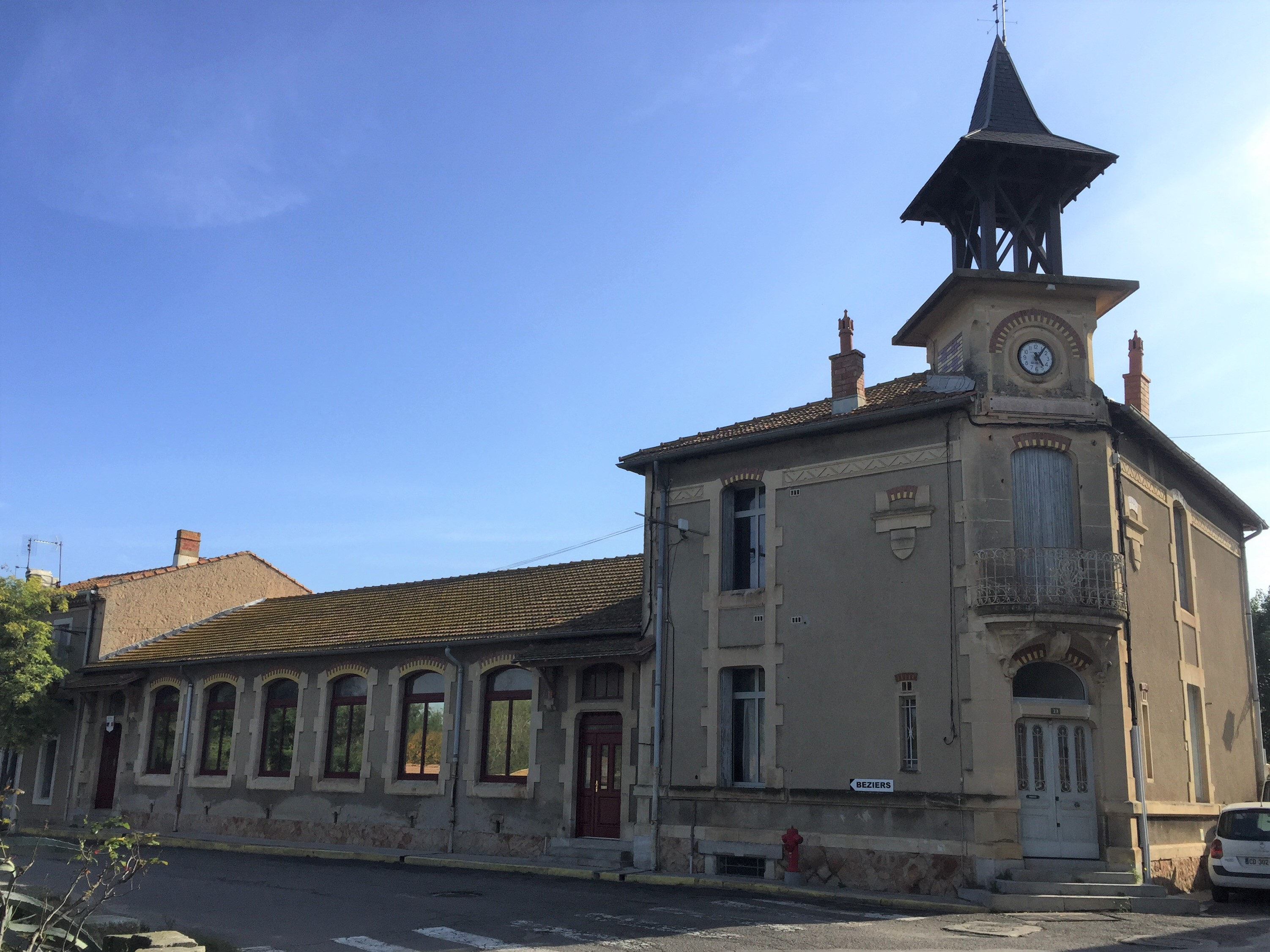
Schule Pierre-Paul-Riquet mit Glockenturm
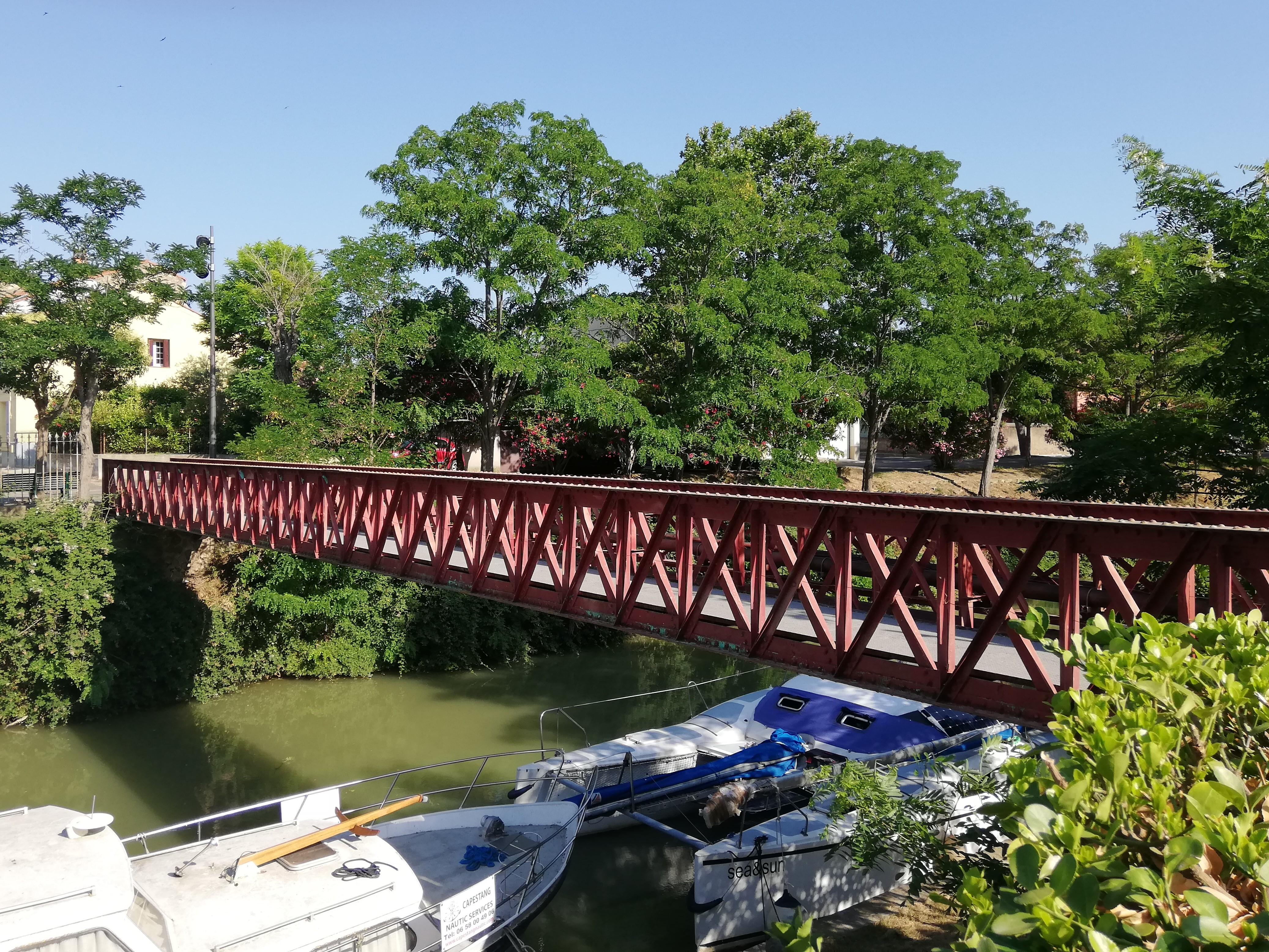
Brücke über den Canal du Midi
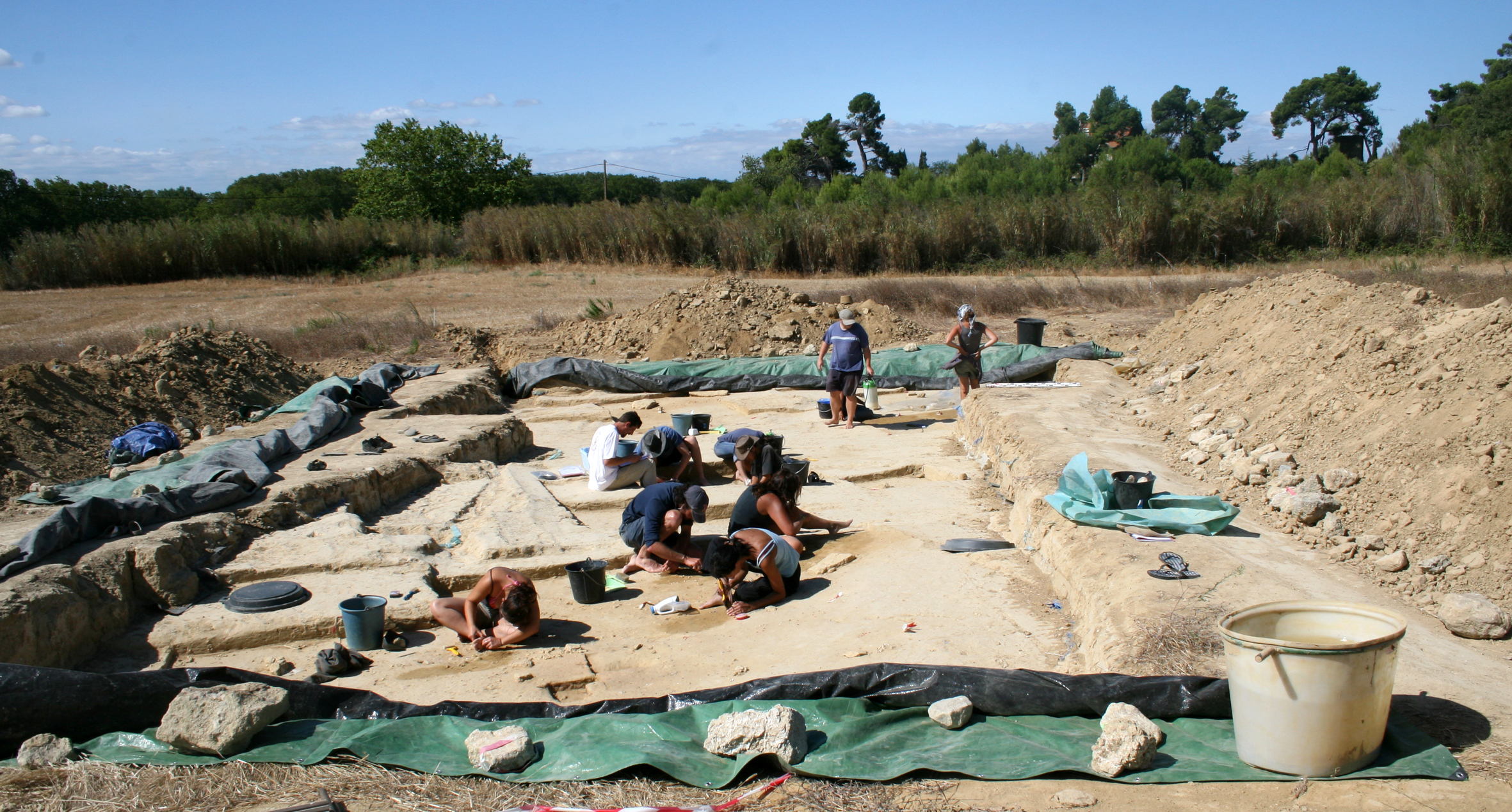
Siedlungsplatz Régismont-le-Haut
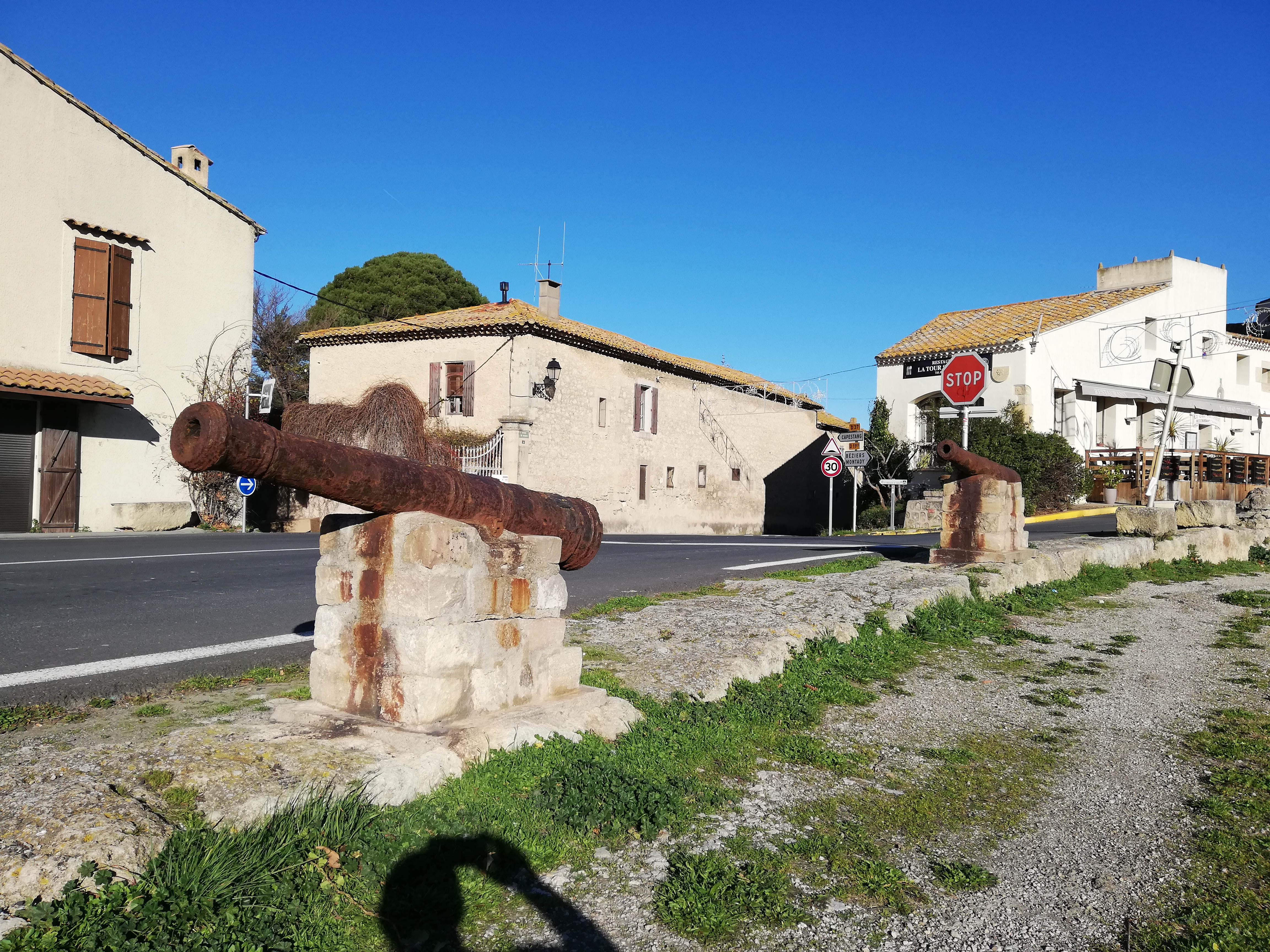
Alte englische Kanonen am Ufer des Canal du Midi
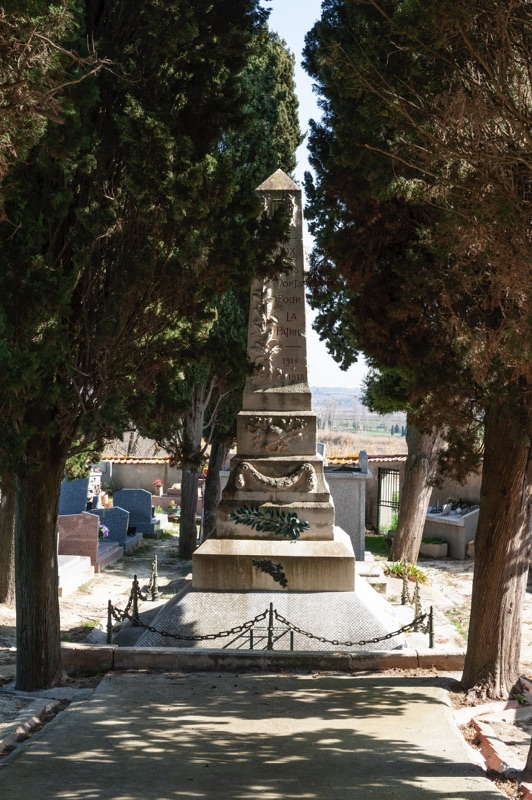
Gefallenendenkmal